# Oscar Piastri
Oscar Piastri, né le 6 avril 2001 à Melbourne, est un pilote automobile australien. Membre de l'Alpine Academy de fin 2019 à 2021, il remporte consécutivement les championnats de Formula Renault Eurocup, FIA Formule 3 et FIA Formule 2. Pilote de réserve pour Alpine F1 Team lors de la saison 2022 de Formule 1, il est officialisé chez McLaren Racing en tant que titulaire pour la saison suivante le 2 septembre 2022. 
Dès sa première saison en Formule 1, Piastri monte sur son premier podium au Grand Prix du Japon en terminant troisième, puis deuxième lors du Grand Prix du Qatar et se classe neuvième du championnat. 
En 2024, l'Australien remporte sa première victoire lors du Grand Prix de Hongrie. En fin de saison, il termine quatrième du championnat avec deux victoires, huit podiums et le fait d'avoir terminé les 24 courses de la saison, marquant des points dans 23 d'entre-elles. Grâce à cette performance, il contribue avec son coéquipier Lando Norris à l'obtention par McLaren de son neuvième titre mondial des constructeurs, 26 ans après le précédent.

## Biographie
Oscar Jack Piastri naît le 6 avril 2001, à Melbourne. Il est le fils de Chris Piastri, gérant de la société HP Tuners, spécialisée dans les équipements automobiles, et Nicole Piastri. Il a 3 sœurs, Hattie, Edie et Mae. L'entreprise de son père constitue son principal soutien financier.

### 2011-2016: carrière en karting
Après avoir commencé sa carrière dans les compétitions de véhicules télécommandés, où il obtient plusieurs titres locaux et nationaux, Piastri s'engage en karting en 2011. Il participe à plusieurs courses et championnats en Australie jusqu'en 2014, année où il devient pilote professionnel. Il rejoint ensuite le Ricky Flynn Motorsport en 2015 et s'engage dans plusieurs compétitions de karting européennes sanctionnés par la FIA. 
Il déménage au Royaume-Uni l'année suivante, pour poursuivre sa carrière en Europe. Cette même année, il termine notamment sixième de la coupe du monde junior de karting CIK-FIA, à Bahreïn.

### 2016-2017: Formule 4
Fin 2016, Piastri fait ses débuts en monoplace, en disputant 11 courses du championnat des Emirats arabes unis de Formule 4, avec l'équipe Dragon F4. Il termine quatrième du championnat avec 2 podiums et 118 points inscrits. 
Pour 2017, l'Australien s'engage en championnat britannique de Formule 4, au sein de l'équipe TRS Arden Junior Team. Pour sa première saison complète en monoplace, il termine deuxième du championnat, avec six victoires, 15 podiums et 4 pôles positions, derrière Jamie Caroline. Il dispute aussi deux courses en Formula Renault 2.0 NEC, toujours avec Arden. Il se classe dix-huitième du championnat avec treize points.

### 2018-2019: Formula Renault Eurocup

#### 2018: débuts dans le championnat

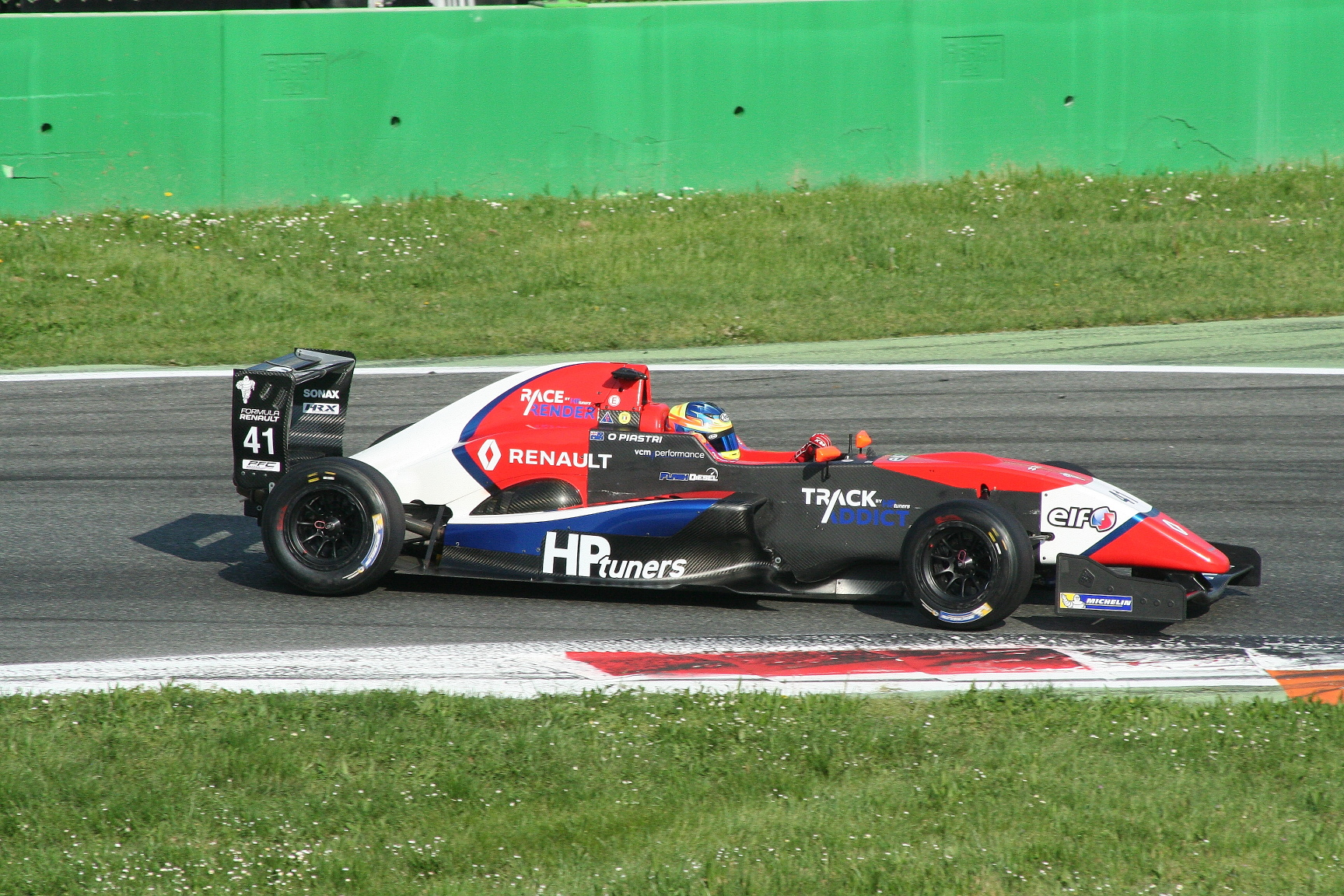
Piastri à Monza lors de la saison 2018 de Formula Renault Eurocup

En 2018, Piastri poursuit sa collaboration avec Arden International, avec qui il s'engage en Formula Renault Eurocup. Il termine huitième du classement général avec 3 podiums et 110 points. A nouveau engagé sur une sélection d'épreuves en Formula Renault 2.0 NEC, il n'est pas classé au championnat, du fait de son statut de pilote invité. 
Au cours de cette période, ses résultats attirent l'attention de Christian Horner, directeur de Red Bull Racing, le considérant alors comme une piste intéressante pour le Red Bull Junior Team. L'équipe autrichienne ne fait cependant pas de proposition à l'Australien pour rejoindre son programme de jeunes pilotes. En fin de saison, Piastri prend part aux essais de post-saison en GP3 Series, avec Trident.

#### 2019: le sacre

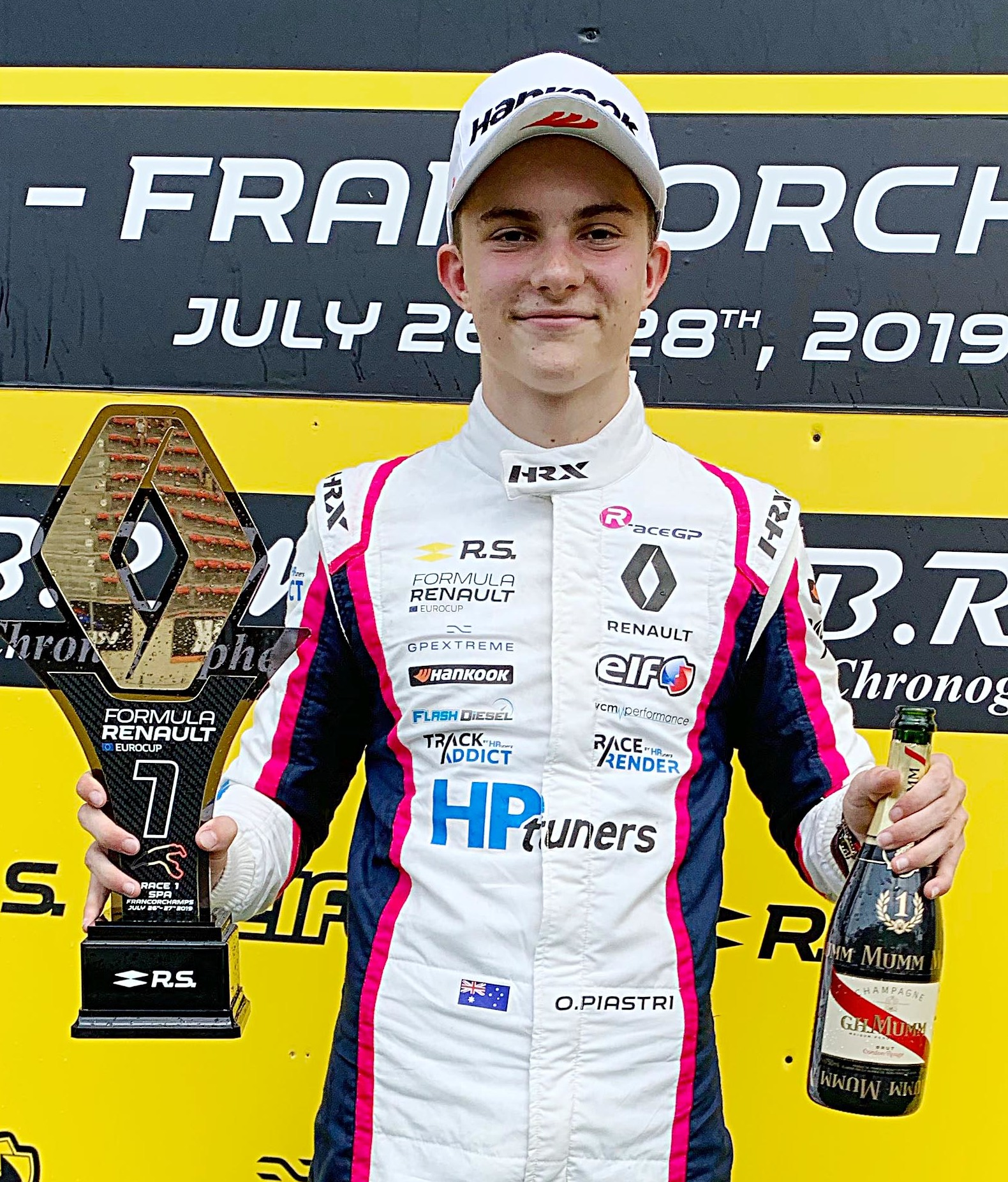
Oscar Piastri vainqueur en Eurocup Formula Renault en 2019

En 2019, malgré des rumeurs annonçant sa possible arrivée dans le nouveau championnat de Formule 3 FIA, Piastri poursuit en Formula Renault Eurocup en rejoignant R-ace GP, l'équipe championne en titre,. 
Il remporte ses deux premières victoires dans le championnat lors de la manche de Silverstone, après avoir signé les deux pôles positions du week-end. Vainqueur de cinq autres courses, et montant onze fois sur le podium au cours de l'année, il doit cependant faire face au retour en force de Victor Martins en fin de saison. Le natif de Melbourne parvient à garder l'avantage et s'empare du titre à l'issue de la dernière course de la saison, avec 7.5 points d'avance sur son rival français,. Ce sacre lui permet alors d'intégrer la Renault Sport Academy.

### 2020: titre en Formule 3
Après avoir effectué les tests de présaison de la saison 2020 de Formule 3 avec Prema Racing, Oscar Piastri rejoint l'équipe italienne aux côtés de Logan Sargeant et Frederik Vesti. À partir du 1er mars, l'ancien pilote de Formule 1 Mark Webber devient son manager ,. 
Il démarre sa saison en remportant la course principale de la première manche, sur le Red Bull Ring, malgré un contact en début de course avec le pilote espagnol Sebastián Fernández. Il enchaîne par la suite les bons résultats avec 13 arrivées dans les points et 5 podiums, dont une nouvelle victoire acquise lors de la course sprint de Barcelone. Longtemps en lutte pour le titre face à Sargeant et Théo Pourchaire, l'Australien s'assure du sacre lors de la dernière course du championnat disputée sur le circuit du Mugello, grâce à sa septième place et l'abandon de l'Américain en début de course. Il conclut sa saison avec 164 points inscrits, 3 points devant le Français et 4 devant son équipier. 
Au mois d'octobre, Piastri effectue ses premiers tours de roue au volant d'une monoplace de Formule 1 sur le circuit de Sakhir aux côtés de Christian Lundgaard et de Zhou Guanyu, également membres de la Renault Sport Academy, en prenant le volant d'une Renault R.S.18.
| Saison | Écurie       | AUT | AUT | STY | STY | HON | HON | GBR | GBR  | 70 | 70 | ESP | ESP | BEL | BEL | ITA | ITA  | TOS | TOS | Points | Position |
| ------ | ------------ | --- | --- | --- | --- | --- | --- | --- | ---- | -- | -- | --- | --- | --- | --- | --- | ---- | --- | --- | ------ | -------- |
| 2020   | Prema Racing | 1   | 8   | 4   | 5   | 2   | 2   | 2   | Abd. | 7  | 6  | 6   | 1   | 5   | 6   | 3   | Abd. | 11  | 7   | 164    | Champion |

### 2021: champion de Formule 2

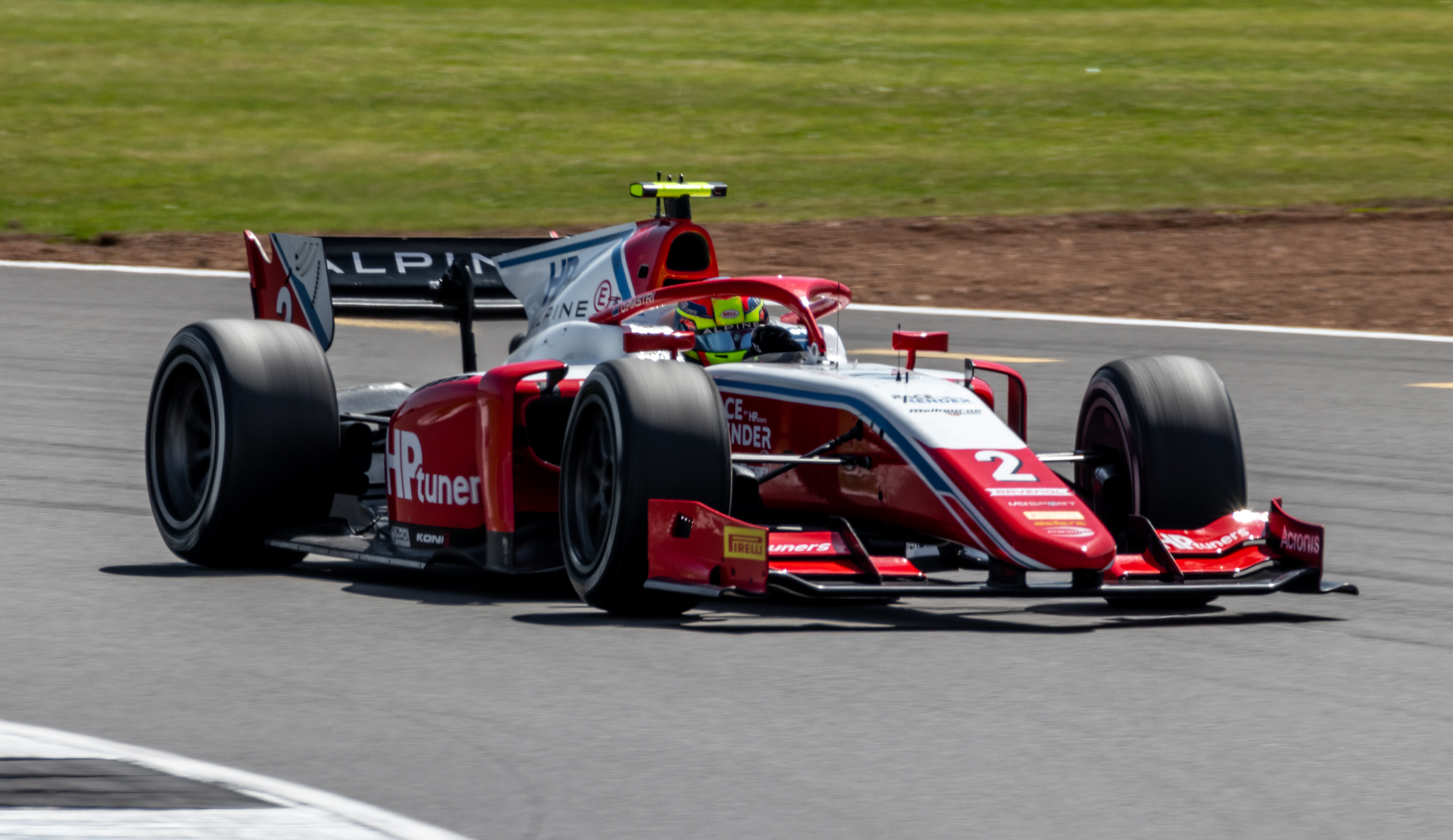
Piastri à Silverstone en Formule 2

Sortant d'une saison 2020 de FIA Formule 3 victorieuse, Piastri rejoint le championnat FIA de Formule 2, toujours au sein de l'écurie Prema Racing, aux côtés de Robert Shwartzman. 
Lors de la première manche du championnat, disputée sur le circuit de Sakhir, après avoir terminé cinquième de sa première course dans le championnat, il remporte sa première victoire en Formule 2 lors de la seconde course sprint du week-end. Faisant preuve d'une grande régularité lors de la première partie de saison, avec 4 autres podiums et 8 arrivées dans les points, l'Australien parvient à se mêler à la lutte pour le titre. 
En seconde partie de saison, Piastri remporte 5 nouvelles victoires, dont 4 en course principale, ce qui lui permet de s'échapper en tête du championnat. Il remporte le titre lors de la dernière manche de la saison, sur le circuit Yas Marina, et est sacré rookie de l'année. Il devance son coéquipier Robert Shwartzman et Zhou Guanyu. Grâce à ce titre, il devient le sixième pilote à remporter le championnat de Formule 2 dès sa première saison, et le cinquième pilote à remporter consécutivement les titres en Formule 3 et en Formule 2. 
En fin de saison, il prend le volant de l'Alpine A521 dans le cadre des tests de jeunes pilotes, organisés sur le circuit Yas Marina.
| Saison | Écurie       | BAH | BAH | BAH | MON | MON | MON | AZE  | AZE | AZE | GBR | GBR | GBR | ITA | ITA | ITA | RUS | RUS | RUS | ARA | ARA | ARA | EAU | EAU  | EAU | Points | Position |
| ------ | ------------ | --- | --- | --- | --- | --- | --- | ---- | --- | --- | --- | --- | --- | --- | --- | --- | --- | --- | --- | --- | --- | --- | --- | ---- | --- | ------ | -------- |
| 2021   | Prema Racing | 5   | 1   | 19  | 8   | 2   | 2   | Abd. | 8   | 2   | 6   | 4   | 3   | 4   | 7   | 1   | 9   | A.  | 1   | 8   | 1   | 1   | 3   | Abd. | 1   | 252,5  | Champion |

### 2022: réserviste en Formule 1 et imbroglio contractuel
N'ayant pas pu rejoindre la Formule 1 en tant que titulaire pour la saison 2022, l'équipe Alpine F1 Team nomme Piastri pilote de réserve. Il occupe ce même poste chez McLaren Racing, à la suite d'un accord établi entre les deux équipes. L'Australien participe cependant à quelques séances d'essais, et est présent sur la plupart des Grand Prix en tant que consultant technique, ou pour assurer des évènements commerciaux pour l'écurie française. 
Au cours de la saison, des discussions ont lieu entre Williams F1 Team et Alpine afin de trouver un accord pour permettre au pilote australien de débuter en Formule 1 lors de la saison 2023 au sein de l'écurie de Grove, qui serait alors prêté par l'équipe française à la formation britannique, Alpine souhaitant alors reconduire Fernando Alonso et Esteban Ocon pour 2023. 
Le 2 août, à la suite de l'annonce du départ de Fernando Alonso en fin de saison 2022 pour l'écurie Aston Martin F1 Team, Alpine F1 Team annonce à travers un communiqué la titularisation d'Oscar Piastri pour la saison 2023, aux côtés d'Esteban Ocon, bien qu'il ne contienne aucune déclaration de l'Australien lui-même. Quelques heures plus tard, Piastri réagit à l'annonce de sa titularisation sur les réseaux sociaux en indiquant ne pas avoir signé de contrat avec l'écurie française pour la saison suivante et affirme qu'il n'en sera pas pilote en 2023,. Otmar Szafnauer, directeur d'Alpine F1 Team, émet alors de vives critiques envers le natif de Melbourne, lui reprochant un manque d'intégrité envers l'équipe. 
Le 29 août, le Contract Recognition Board (CRB), organe de la FIA chargé de certifier la validité des contrats signés entre pilotes et écuries, débute une audience, dans le but de déterminer si Piastri est alors sous contrat avec Alpine ou libre de rejoindre une autre équipe, McLaren Racing arguant également avoir signé le pilote australien pour 2023. Le 2 septembre, en marge du Grand-Prix des Pays-Bas, le CRB tranche le litige opposant les deux équipes en faveur de l'écurie britannique. Le pilote australien est confirmé au sein de la formation de Woking avec un contrat pluriannuel,. 
Une semaine avant le Grand Prix de São Paulo, il effectue deux journées d'essais sur le circuit du Castellet avec la McLaren MCL35.

### 2023: débuts en Formule 1 avec McLaren et premiers podiums

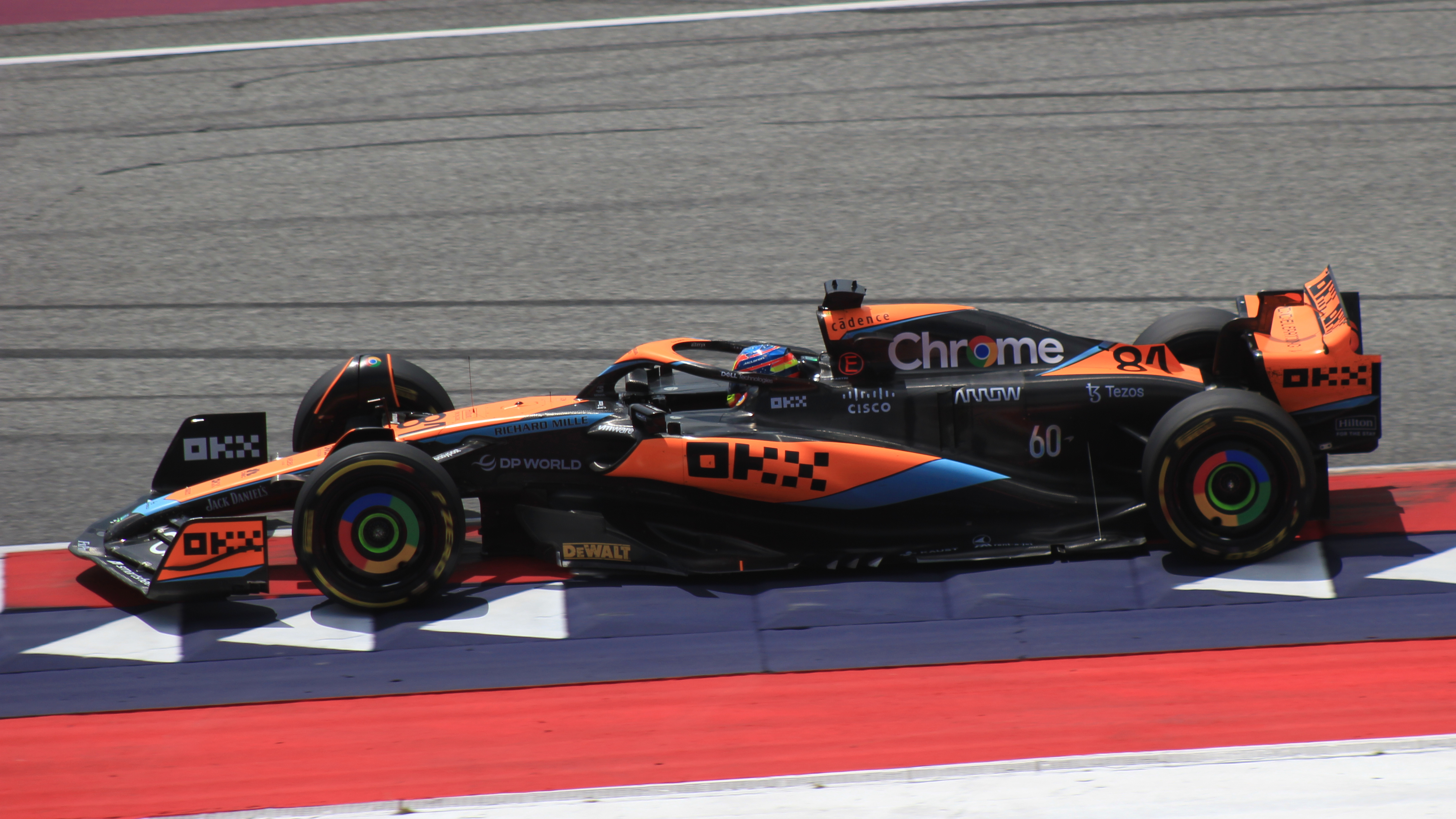
Piastri au volant de la McLaren MCL60 lors du Grand Prix d'Autriche 2023

Oscar Piastri fait ses débuts en Formule 1 chez McLaren Racing pour la saison 2023, aux côtés de Lando Norris. Il choisit le numéro 81 en tant que numéro de course permanent. À Bahreïn, pour le premier Grand Prix de sa carrière, il se qualifie dix-huitième. En course, il est contraint d'abandonner au treizième tour, victime de problèmes électroniques. Il marque ses premiers points à l'arrivée de son Grand Prix à domicile avec la huitième place.   
À Silverstone, il se positionne troisième en qualifications, juste derrière son coéquipier. Il termine quatrième du Grand Prix. Par la suite, il menace Max Verstappen en course sprint de Belgique, il finit deuxième après avoir mené la moitié de l'épreuve.  
En septembre 2023, McLaren annonce une prolongation de son contrat jusqu'en 2026. Il monte sur son premier podium au Grand Prix du Japon en terminant troisième. Il gagne également la course Sprint du Grand Prix du Qatar. Le lendemain, Oscar Piastri signe son meilleur résultat de l'année en terminant deuxième, devant Lando Norris. L'Australien se classe neuvième du championnat avec 97 points. 

### 2024: premières victoires en Formule 1

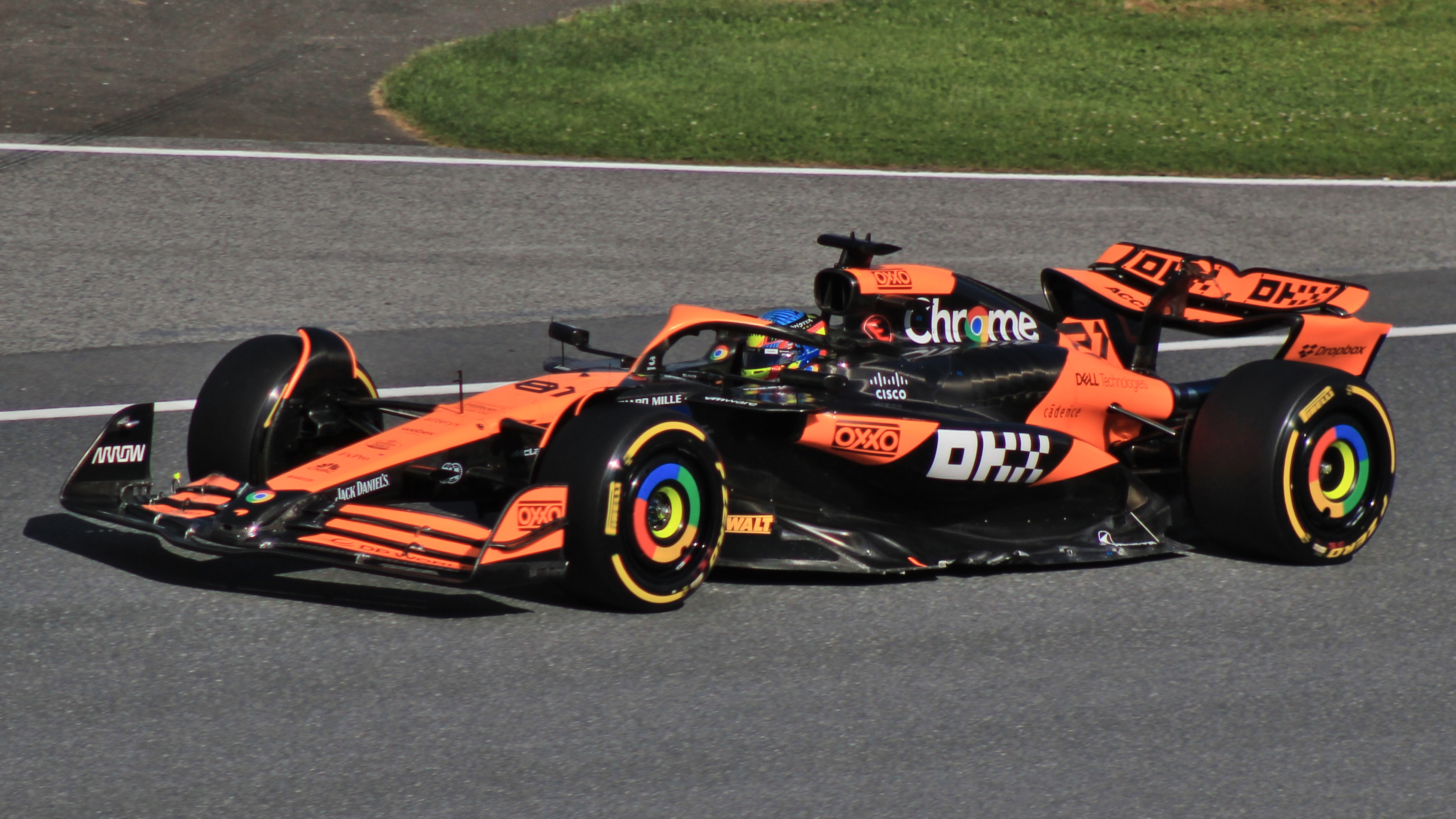
Piastri au volant de la McLaren MCL38 lors du Grand Prix d'Autriche 2024

Lors du Grand Prix de Hongrie 2024, après s'être élancé en deuxième position derrière son coéquipier Lando Norris, Oscar Piastri prend un excellent départ qui lui permet de prendre la tête de la course après le premier virage, devant son équipier et Max Verstappen. L'Australien mène ensuite la majorité du Grand Prix jusqu'à ce qu'il soit appelé aux stands après son coéquipier, ce qui lui fait perdre sa première place. McLaren donne alors des consignes d'équipe à Lando Norris pour qu'il lui rende la première place. Bien qu'il y ait un écart de 6 secondes entre les deux pilotes à quatre tours de la fin, le Britannique ralentit finalement dans la ligne droite de départ, permettant à Piastri de remporter sa première victoire en Formule 1. Il devient également le 115e vainqueur d'un Grand Prix de Formule 1.
Le 15 septembre, lors du Grand Prix d'Azerbaïdjan, il s'élance en deuxième position derrière Charles Leclerc. Après un dépassement risqué au vingtième tour, il dépasse le Monégasque et conserve la tête jusqu'à la fin de la course. Il remporte sa seconde victoire sous régime de voiture de sécurité virtuelle, après l'accident de Carlos Sainz et Sergio Pérez. 
Piastri termine quatrième du championnat avec deux victoires et huit podiums en réalisant la performance de terminer 29 des 30 des courses organisées (en comptant les courses sprint) dans les points. Il contribue avec Lando Norris à l'obtention du neuvième titre mondial de McLaren au championnat constructeurs.
Au terme de l'année, l'Australien devient le pilote ayant parcouru le plus grand nombre de tours et de kilomètres en une saison sans abandon. Avant lui, seuls Michael Schumacher, Lewis Hamilton et Max Verstappen avaient réalisé cette performance,.

### 2025

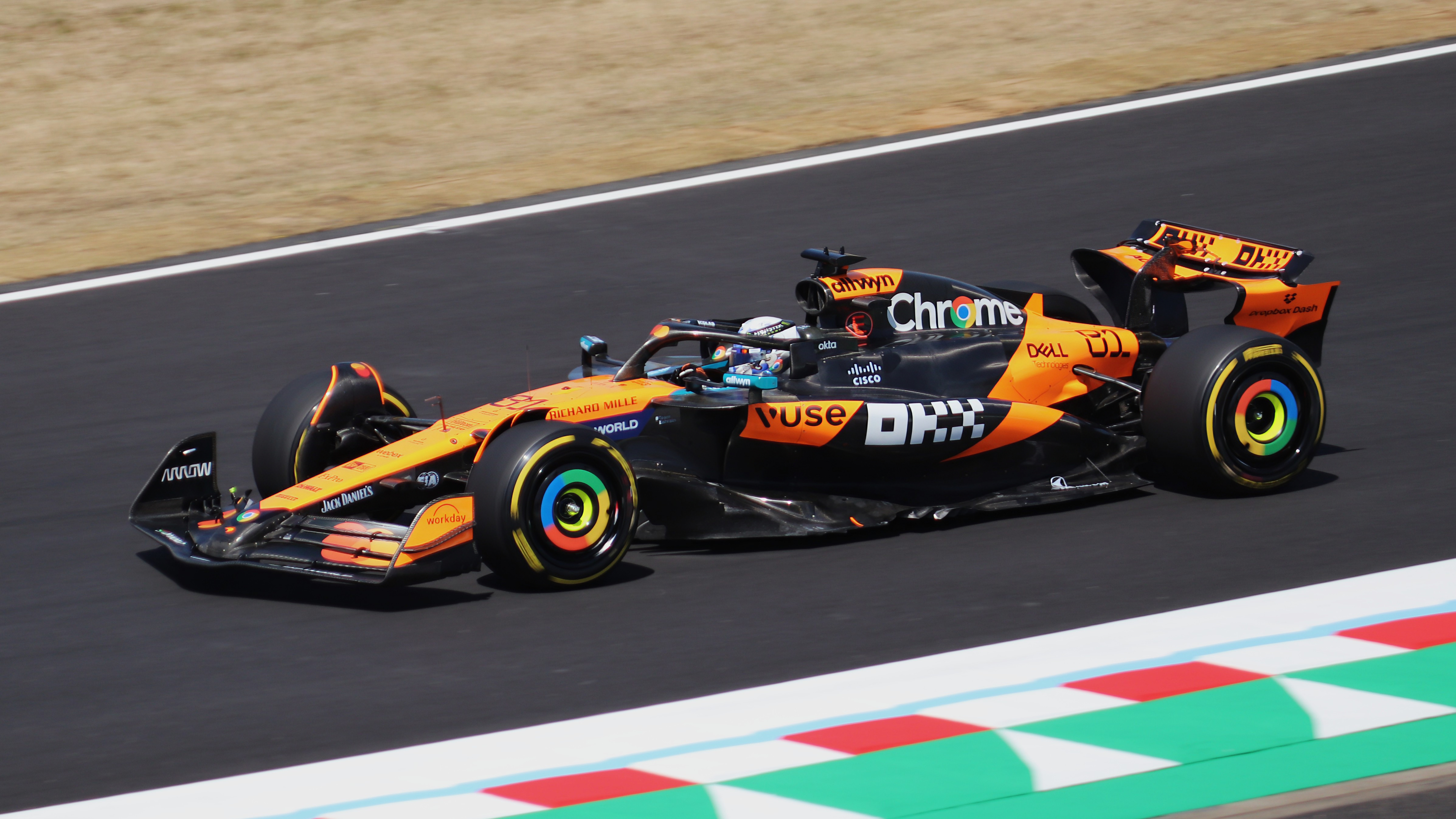
Oscar Piastri et la McLaren MCL39 au Japon en 2025.

Le début de saison 2025 de Piastri est marqué par une sortie de piste sous la pluie lors de son Grand Prix national, au cours duquel il réussit toutefois à remonter jusqu'à la neuvième place. L'Australien enchaîne ensuite cinq podiums consécutifs, avec une troisième place à Suzuka et quatre victoires à Shanghai, à Bahreïn à Djeddah et à Miami, dont trois consécutives lors de ces trois dernières. Grâce à ses performances, il s'empare de la tête du championnat pilotes pour la première fois de sa carrière.

## Carrière

### Carrière avant la Formule 1
| Saison    | Championnat                                      | Écurie                | Courses | Victoires | Pole positions | Meilleurs tours | Podiums | Points | Classement |
| --------- | ------------------------------------------------ | --------------------- | ------- | --------- | -------------- | --------------- | ------- | ------ | ---------- |
| 2016-2017 | Championnat des Émirats arabes unis de Formule 4 | Dragon F4             | 11      | 0         | 0              | 0               | 2       | 118    | 4e         |
| 2017      | Championnat de Grande-Bretagne de Formule 4      | TRS Arden Junior Team | 30      | 6         | 6              | 5               | 13      | 376,5  | 2e         |
| 2017      | Formula Renault 2.0 Northern European Cup        | Arden Motorsport      | 2       | 0         | 0              | 0               | 0       | 13     | 18e        |
| 2018      | Formula Renault 2.0 Northern European Cup        | Arden Motorsport      | 8       | 0         | 0              | 0               | 0       | 0†     | n.c        |
| 2018      | Formula Renault Eurocup                          | Arden Motorsport      | 20      | 0         | 0              | 0               | 3       | 110    | 8e         |
| 2019      | Formula Renault Eurocup                          | R-ace GP              | 19      | 7         | 5              | 6               | 11      | 320    | Champion   |
| 2020      | Formule 3                                        | Prema Racing          | 18      | 2         | 0              | 3               | 6       | 164    | Champion   |
| 2021      | Formule 2                                        | Prema Racing          | 23      | 6         | 5              | 5               | 11      | 252,5  | Champion   |

† Piastri étant un pilote invité, il était inéligible pour marquer des points.

### Résultats en championnat du monde de Formule 1
| Saison | Écurie          | Châssis       | Moteur                    | Pneus   | GP disputés | Pole positions | Victoires | Podiums | Meilleurs tours | Dans les points | Abandons | Points inscrits | Classement |
| ------ | --------------- | ------------- | ------------------------- | ------- | ----------- | -------------- | --------- | ------- | --------------- | --------------- | -------- | --------------- | ---------- |
| 2023   | McLaren F1 Team | McLaren MCL60 | Mercedes V6 turbo hybride | Pirelli | 22          | 0              | 0         | 2       | 2               | 11              | 3        | 97              | 9e         |
| 2024   | McLaren F1 Team | McLaren MCL38 | Mercedes V6 turbo hybride | Pirelli | 24          | 0              | 2         | 8       | 1               | 23              | 0        | 292             | 4e         |
| 2025   | McLaren F1 Team | McLaren MCL39 | Mercedes V6 turbo hybride | Pirelli | 14          | 4              | 6         | 12      | 4               | 14              | 0        | 284             | 1er        |
|        | Total           |               |                           |         | 60          | 4              | 8         | 22      | 7               | 48              | 3        | 673             |            |

| Saison        | Écurie          | Châssis       | Moteur                                         | Pneus | 1        | 2          | 3      | 4       | 5         | 6          | 7       | 8       | 9       | 10     | 11        | 12           | 13         | 14      | 15     | 16     | 17         | 18       | 19     | 20      | 21        | 22     | 23         | 24      | Classement | Points inscrits |
| ------------- | --------------- | ------------- | ---------------------------------------------- | ----- | -------- | ---------- | ------ | ------- | --------- | ---------- | ------- | ------- | ------- | ------ | --------- | ------------ | ---------- | ------- | ------ | ------ | ---------- | -------- | ------ | ------- | --------- | ------ | ---------- | ------- | ---------- | --------------- |
| 2023          | McLaren F1 Team | McLaren MCL60 | Mercedes V6 turbo hybride F1 M14 Performance   | P     | BAH Abd. | ARA 15e    | AUS 8e | AZE 11e | MIA 19e   | MON 10e    | ESP 13e | CAN 11e | AUT 16e | GBR 4e | HON 5e    | BEL Abd. +2e | P-B 9e     | ITA 12e | SIN 7e | JAP 3e | QAT 2e+1er | USA Abd. | MEX 8e | BRE 14e | LVE 10e   | ABU 6e |            |         | 9e         | 97              |
| 2024          | McLaren F1 Team | McLaren MCL38 | Mercedes V6 turbo hybride F1 M15 E Performance | P     | BAH 8e   | ARA 4e     | AUS 4e | JAP 8e  | CHN 8e+7e | MIA 13e+6e | EMI 4e  | MON 2e  | CAN 5e  | ESP 7e | AUT 2e+2e | GBR 4e       | HON 1er    | BEL 2e  | P-B 4e | ITA 2e | AZE 1er    | SIN 3e   | USA 5e | MEX 8e  | BRE 8e+2e | LVE 7e | QAT 3e+1er | ABU 10e | 4e         | 292             |
| 2025          | McLaren F1 Team | McLaren MCL39 | Mercedes V6 turbo hybride F1 M15 E Performance | P     | AUS 9e   | CHN 1er+2e | JAP 3e | BAH 1er | ARA 1er   | MIA 1er+2e | EMI 3e  | MON 3e  | ESP 1er | CAN 4e | AUT 2e    | GBR 2e       | BEL 1er+2e | HON 2e  | P-B    | ITA    | AZE        | SIN      | USA    | MEX     | SAO       | LVE    | QAT        | ABU     | 1er        | 284             |
| Légende : ici |                 |               |                                                |       |          |            |        |         |           |            |         |         |         |        |           |              |            |         |        |        |            |          |        |         |           |        |            |         |            |                 |

### Victoires en Formule 1
| no | Année | Manche | Date              | Grand Prix      | Circuit           | Écurie           | Voiture | Position départ | Résumé |
| -- | ----- | ------ | ----------------- | --------------- | ----------------- | ---------------- | ------- | --------------- | ------ |
| 1  | 2024  | 12/24  | 21 juillet 2024   | Hongrie         | Hungaroring       | McLaren-Mercedes | MCL38   | 2e              | Résumé |
| 2  | 2024  | 16/24  | 15 septembre 2024 | Azerbaïdjan     | Bakou             | McLaren-Mercedes | MCL38   | 2e              | Résumé |
| 3  | 2025  | 2/24   | 23 mars 2025      | Chine           | Shanghai          | McLaren-Mercedes | MCL39   | Pole position   | Résumé |
| 4  | 2025  | 4/24   | 13 avril 2025     | Bahreïn         | Sakhir            | McLaren-Mercedes | MCL39   | Pole position   | Résumé |
| 5  | 2025  | 5/24   | 20 avril 2025     | Arabie saoudite | Djeddah           | McLaren-Mercedes | MCL39   | 2e              | Résumé |
| 6  | 2025  | 6/24   | 4 mai 2025        | Miami           | Miami             | McLaren-Mercedes | MCL39   | 4e              | Résumé |
| 7  | 2025  | 9/24   | 1 juin 2025       | Espagne         | Barcelone         | McLaren-Mercedes | MCL39   | Pole position   | Résumé |
| 8  | 2025  | 13/24  | 27 juillet 2025   | Belgique        | Spa-Francorchamps | McLaren-Mercedes | MCL39   | 2e              | Résumé |